# Eccidio di Capistrello
L'eccidio di Capistrello fu commesso il 4 giugno 1944 durante la seconda guerra mondiale. Un primo tragico episodio accadde pochi mesi prima il 20 marzo quando un giovane del luogo venne barbaramente torturato e poi fucilato. Il successivo rastrellamento ad opera di soldati nazisti e fascisti sul monte Salviano portò alla cattura e alla tortura di 33 pastori ed allevatori. La fucilazione avvenne nei pressi della stazione ferroviaria di Capistrello.

## Contesto storico
L'eccidio è avvenuto durante la seconda guerra mondiale il 4 giugno del 1944 pochi giorni dopo lo sfondamento della linea Gustav da parte delle forze alleate che costrinse i tedeschi a ripiegare una decina di chilometri poco più a nord su quella linea Hitler che si rivelò vulnerabile e che venne successivamente denominata linea Senger. Questa permise alla Wehrmacht soltanto di rallentare l'oramai inevitabile avanzata delle forze armate alleate. Nei giorni in cui le truppe tedesche risalivano la strada statale 82 della Valle del Liri, una delle principali strade di collegamento tra Cassino, la Marsica e Roma, misero in atto una serie di arresti, fucilazioni di partigiani e rappresaglie contro le popolazioni dei centri occupati o attraversati. 

## L'eccidio

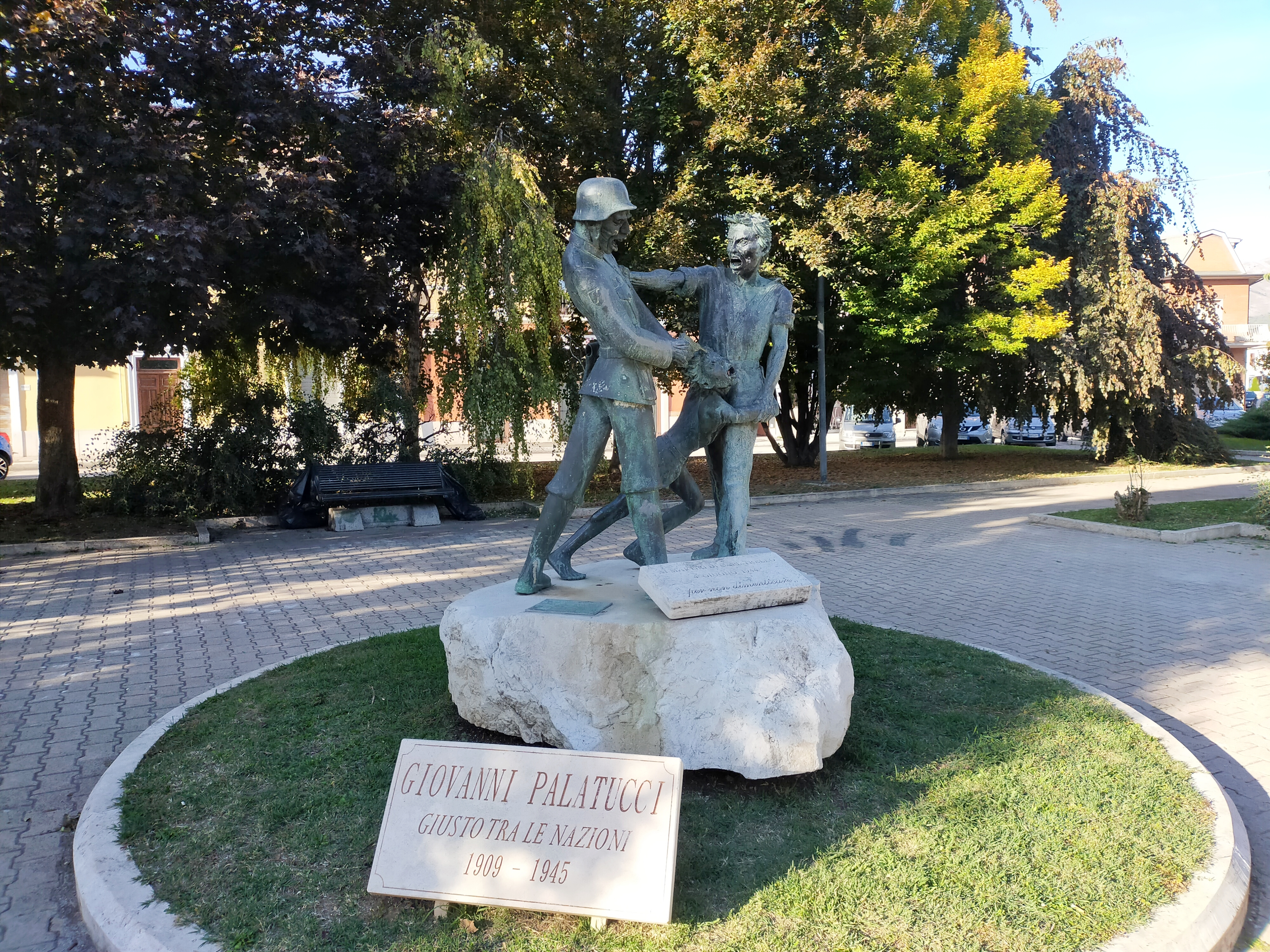
Monumento bronzeo Martiri di Capistrello in piazza Bruno Corbi ad Avezzano (opera di Giuseppe Palombo) e targa commemorativa dedicata a Giovanni Palatucci

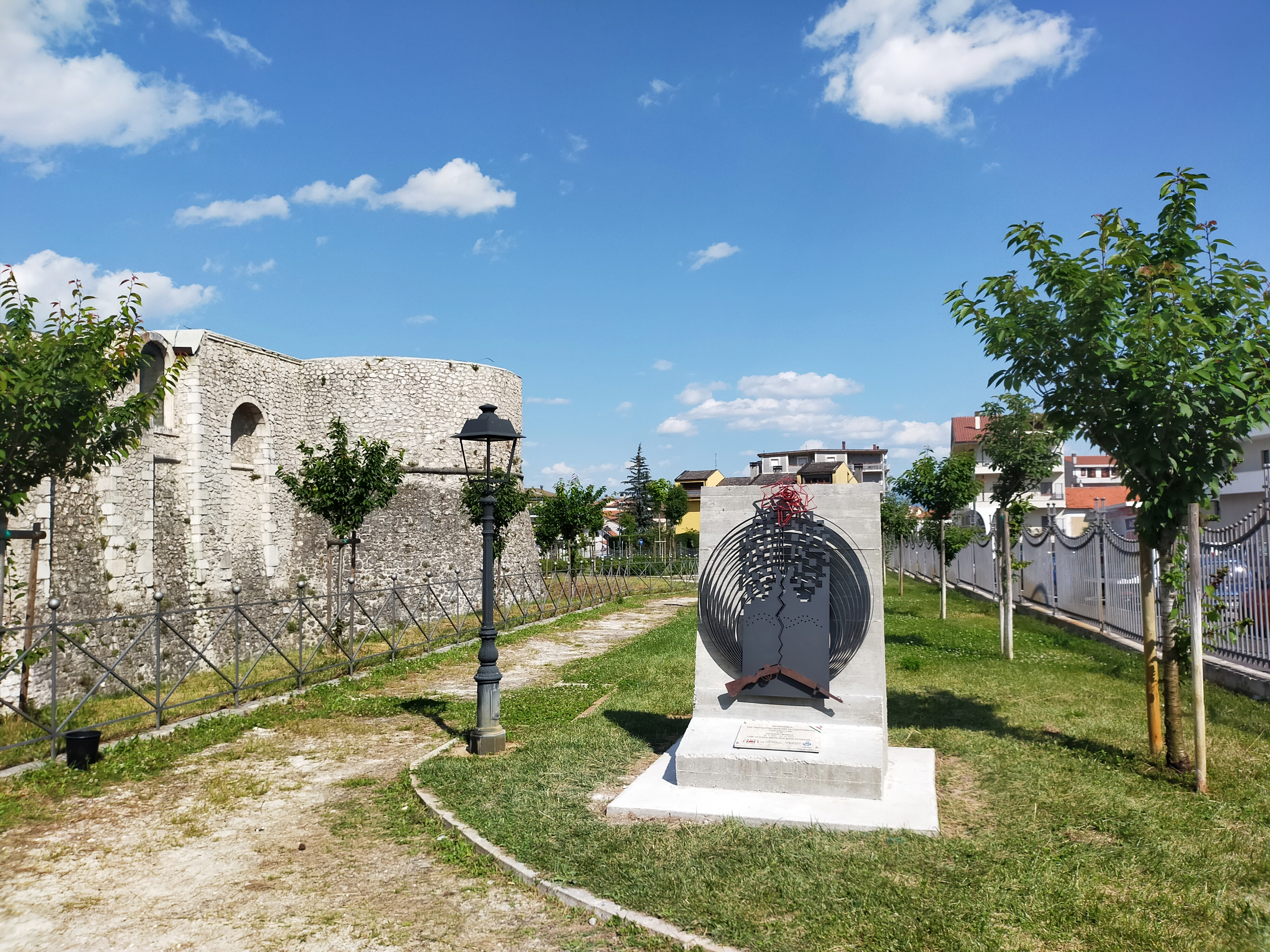
Rosa del partigiano, monumento dedicato alle vittime dell'eccidio collocato nel parco del castello Orsini-Colonna

Il primo episodio criminoso avvenne a Capistrello il 20 marzo 1944 con l'uccisione di Piero Masci, un giovane diciottenne del luogo. Il ragazzo che con la sua famiglia dovette ospitare nella propria abitazione il sergente tedesco Joseph Breitner, fu accusato insieme a un altro giovane del paese, Giovanni (Nino) Barbati, di aver rubato in modo reiterato delle sigarette e della cioccolata dal baule del graduato. Masci e Barbati una volta accusati dal sergente vennero interrogati nel locale comando tedesco alla presenza del tenente Nebgen Haing e del traduttore Enrico D'Armoneco di Bolzano. Masci confessò al contrario del suo amico, tuttavia entrambi i giovani vennero condannati a morte e condotti davanti al plotone di esecuzione lungo una strada di campagna che conduceva alla frazione di Pescocanale. Barbati riuscì a scappare saltando repentinamente in un dirupo e fuggendo tra la fitta vegetazione. Masci invece prima di essere fucilato fu seviziato dai tedeschi che giunsero al punto di strappargli i testicoli e il pene. Le motivazioni di tale malvagità sarebbero riconducibili a un altro movente: Masci, infatti, avrebbe scoperto casualmente e senza volerlo la relazione amorosa tra una donna del luogo e un soldato nazista. Il sopravvissuto Barbati, a sua volta, negò sin da subito i furti come causa del brutale assassinio.
Nelle settimane seguenti si verificarono numerosi atti di violenza ed altre fucilazioni nei comuni abruzzesi prossimi alle linee di comunicazione stradale e ferroviaria presidiate e utilizzate per fini logistici dai nazisti, in particolare nelle località abruzzesi di Aielli, Avezzano, Balsorano, Carsoli, Collarmele, Collelongo, Civitella Roveto, Gioia dei Marsi, Lecce nei Marsi, Onna, Opi, Pescina, Roccaraso, Tagliacozzo, Trasacco e Villetta Barrea.
Il 26 maggio gli alleati, oramai in sfondamento sulla linea Gustav, bombardarono in alcuni punti la linea ferroviaria Avezzano-Roccasecca distruggendo anche la stazione di Capistrello mentre i tedeschi di stanza in paese, molto probabilmente prima di risalire verso nord, si resero protagonisti di atti d'inaudita violenza ai danni della popolazione locale. 
Il 4 giugno, il giorno della liberazione di Roma da parte degli alleati, cinque giorni prima dell'arrivo delle truppe inglesi in paese, i tedeschi decisero di effettuare un ultimo rastrellamento sulle montagne che circondano il paese. Sul pendio occidentale del gruppo montuoso del monte Salviano vennero fermati 33 pastori ed allevatori di Capistrello e dei comuni confinanti in cerca di un riparo da possibili ulteriori bombardamenti aerei. I fermati vennero rinchiusi in un deposito merci della ferrovia bombardata e brutalmente fucilati tanto che fu possibile l'identificazione di 25 vittime. I corpi denudati e privati di tutti gli effetti personali furono gettati in una buca causata dal bombardamento alleato del 26 maggio. Le vittime, tra cui tre ragazzi minorenni, furono chiamate "martiri".

### Armadio della vergogna
A cominciare dal 1996 il giornalista Franco Giustolisi, attraverso l'inchiesta successivamente denominata Armadio della vergogna che venne pubblicata dalla rivista L'Espresso, denunciò l'esistenza e l'insabbiamento di centinaia di fascicoli d'inchiesta e di documenti legati ai crimini di guerra dei nazifascisti, fino ad allora nascosti in uno stanzino nella cancelleria della procura militare di palazzo Cesi-Gaddi a Roma. La desecretazione degli atti e delle notizie di reato è avvenuta il 15 febbraio 2016. A Giustolisi le amministrazioni comunali della Marsica, capofila il comune di Capistrello, hanno dedicato un premio giornalistico e letterario itinerante.

### Onorificenza
Il 25 maggio 2004 il presidente della Repubblica, Carlo Azeglio Ciampi ha insignito il comune di Capistrello della Medaglia d'oro al Merito Civile.

## Le vittime
20 marzo 1944:
- Piero Masci (18)

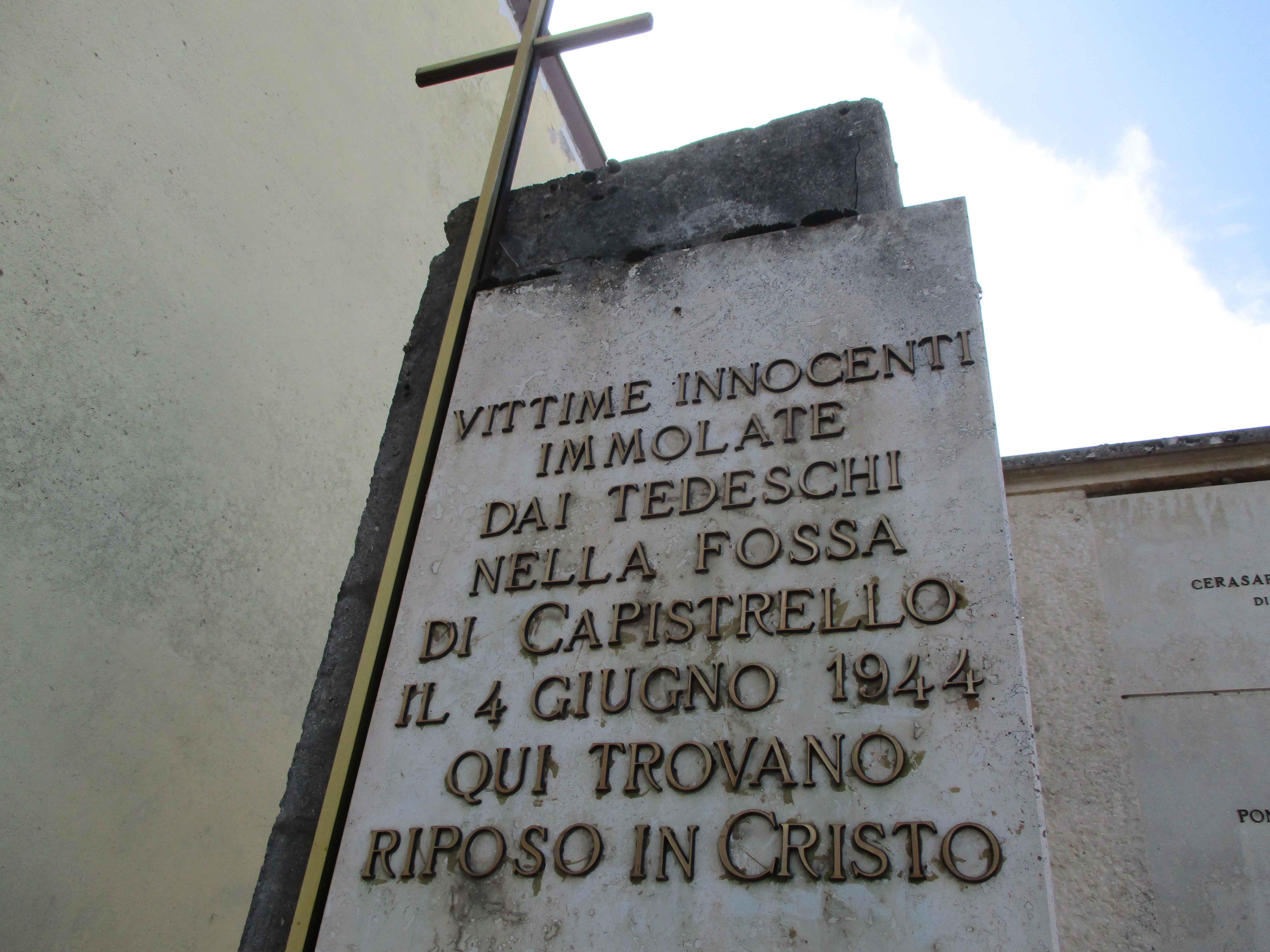
Lapide in ricordo delle vittime

4 giugno 1944: furono identificate 25 vittime su un totale di 33:
- Aurelio Alonzi (20 anni)
- Giacomo Cerasani (27)
- Angelo Cipriani (44)
- Ezechiele Di Giammatteo (38)
- Tullio Di Matteo (20)
- Antonio Forsinetti (39)
- Giuseppe Forsinetti (13)
- Franco Gallese (21)
- Pasquale Giangoli (40)
- Luigi Giffi (18)
- Alfredo Lustri (28)
- Alessandro Palumbo (16)
- Domenico Palma (55)
- Antonio Pontesilli (19)
- Bernardo Raniero (17)
- Mario Ricci (45)
- Alfonso Rosini (43)
- Loreto Rosini (40)
- Giuseppe Rulli (31)
- Innocenzo Serafini (53)
- Mario Sorgi (23)
- Fernando Stati (34)
- Emilio Stirpe (32)
- Giovanni Tiburzi (25)
- Luigi Volpe (31)